# FMK Z-BOPPER
『FMK Z-BOPPER』（エフエムケイ ジー・ボッパー）は、2007年4月6日から2011年3月25日までエフエム熊本（FMK）で金曜17:00 - 19:55に放送されていたラジオ番組である。
MEGがDJを務めていた金曜夕方の音楽番組。音楽を主とする構成を取りつつも各種エンターテインメント情報を伝えたりと、ワイド番組的な要素も併せ持っていた。他に吉田恵理が「鶴屋フロアリポート」「Z.-Walker」担当リポーターとして出演していた。
当初は鶴屋百貨店内にあるサテライトスタジオ「J-PIT」からの生放送を行っていたが、2008年10月10日をもってエフエム熊本本社スタジオからの生放送に切り替えられた。
番組は、2011年春の改編を機に同タイトルでの放送を終了。『FMK I'z』（エフエムケイ アイズ）と題してリニューアルし、放送時間も金曜 16:00 - 18:55 に繰り上げられた。出演メンバーに関しては本番組からの変更はなく、引き続きMEGと吉田が出演していた。

## タイムテーブル
2007年4月時点でのデータを記載。
- 17:15 モバカン（モバイルカウントダウン）
- 17:28 トラフィックインフォメーション
- 17:31 ウェザーインフォメーション
- 17:50 もったいないランキング
- 18:15 トラフィックインフォメーション
- 19:00 鶴屋フロアリポート